# Llynclys
Llynclys – wieś w Anglii, w hrabstwie Shropshire. Leży 24 km na północny zachód od miasta Shrewsbury i 248 km na północny zachód od Londynu.